# Абделлатиф Кешиш
Абделлатѝф Кешѝш (на френски: Abdellatif Kechiche) е тунизийско-френски режисьор, сценарист и актьор. 

## Биография
Роден е на 7 декември 1960 г. в Тунис в работническо семейство, което шест години по-късно се премества в Ница. От ранна възраст се интересува от театър и от края на 70-те започва да играе и режисира постановки в местни театри. През следващите години започва да играе малки роли в киното и пише сценарии, които се опитва да реализира без успех. Едва през 2000 г. режисира първия си филм „La Faute à Voltaire“. Следващите му филми „Игра на любовта и случая“ („L'Esquive“, 2004) и „Зърното и мулето“ („La Graine et le Mulet“, 2007) получават награда „Сезар“ за най-добър филм, а „Синият е най-топлият цвят“ („La Vie d'Adèle: Chapitres 1 et 2“, 2013) – „Златна палма“.

## Филмография

### Като режисьор
| година | филм                      | оригинално заглавие              | бележки |
| ------ | ------------------------- | -------------------------------- | ------- |
| 2000   | Вината на Волтер          | La Faute à Voltaire              |         |
| 2004   | Игра на любовта и случая  | L'Esquive                        |         |
| 2007   | Зърното и мулето          | La Graine et le Mulet            |         |
| 2010   | Черната Венера            | Vénus noire                      |         |
| 2013   | Синият е най-топлият цвят | La Vie d'Adèle: Chapitres 1 et 2 |         |
| 2017   | Мектуб, моя любов         | Mektoub, My Love: Canto Uno      |         |